# Phrynonax poecilonotus
La culebra resoplona norteña (Phrynonax poecilonotus) es una especie de serpiente que pertenece a la familia Colubridae, la única de su género. Es nativo de México, América Central (Belice, Guatemala, Honduras, El Salvador, Nicaragua, Costa Rica, Panamá) y Sudamérica (Colombia, Venezuela, Brasil, Ecuador, Perú y Bolivia). Su rango altitudinal oscila entre 0 y 1200 m s. n. m.. Habita en bosque húmedo de tierras bajas y sabana. También vive en pastizales donde suele encontrarse en pequeños árboles. Es una especie diurna, terrestre y semiarbórea.

## Taxonomía
Se reconocen las siguientes subespecies:
- P. poecilonotus argus (Bocourt, 1888)
- P. poecilonotus chrysobronchus (Cope, 1876)
- P. poecilonotus poecilonotus (Günther, 1858)
- P. poecilonotus polylepis (Peters, 1867)